# Diana Mitford
Pour les articles homonymes, voir Mitford.
Diana Mitford (née le 17 juin 1910 à Belgravia à Londres et morte à Paris le 11 août 2003) est une aristocrate britannique, une des sœurs Mitford, et une personnalité du mouvement fasciste anglais et une amie d'Adolf Hitler.

## Biographie

### Origines
Quatrième enfant de David Mitford, 2e baron Redesdale, et de Sydney Bowles, après Nancy, Pamela et Thomas, sa naissance est suivie de celle de trois autres sœurs, Unity, Jessica et Deborah, future duchesse de Devonshire.
Son grand-père paternel, lord Redesdale, pair du royaume et grand propriétaire foncier dans les Cotswolds, fait démolir, vers 1890, le château XVIIIe de Batsford à Moreton-in-Marsh, jugé démodé et incommode, pour le remplacer à grands frais par un immense manoir de style « Tudor victorien », entouré d'un somptueux jardin oriental (devenu un arboretum de 25 hectares) avec arbres rares, pavillon japonais et grand statue en bronze de Bouddha. Sa famille est obligée de vendre le manoir en 1919. L'acquéreur, lord Dulverton, est un ancien diplomate, collectionneur, lettré et connaisseur de la Chine et du Japon.

### Jeunesse et vie mondaine
Elle grandit dans l'ombre de sa sœur Nancy qu'elle admire beaucoup et avec qui elle partage sa passion pour la lecture. Sa jeunesse est plutôt morne : l'éducation qu'elle reçoit, surtout de sa mère, est sévère, et il n'est pas question, comme pour toutes les jeunes filles de l'aristocratie anglaise, qu'elle reçoive un enseignement en dehors de la musique et des bases nécessaires.
Dès l'année de son entrée dans le monde, en 1929, elle épouse le richissime  Bryan Walter Guinness, lord Moyne, héritier d'un propriétaire de brasseries. Ils ont deux enfants, Jonathan et Desmond, et elle mène pendant ces quelques années une vie mondaine. 
Devenue l'une des égéries des Bright Young Things, elle organise chez elle des réceptions somptueuses et reçoit tous les jours de nombreux amis, parmi lesquels Evelyn Waugh, futur célèbre écrivain, Lytton Strachey, pilier du Bloomsbury Group, Emard Cunard, le compositeur lord Berners (en).

### Vie politique
En 1932, elle rencontre Oswald Mosley, le chef des fascistes anglais et devient sa maîtresse. Elle divorce, en juin 1933 aux seuls torts - inventés - de son époux pour ne pas perdre son statut financier. Mosley ne voulant pas perdre son autre maîtresse et belle-sœur, Alexandra Metcalfe, dite « Baba » (épouse d'un ami intime du prince de Galles), ils se marient secrètement, en 1936, en Allemagne, chez le couple Goebbels, et en présence d'Hitler, qui les félicite. Ce n'est qu'en 1938 que le mariage est révélé, suscitant un nouveau scandale dans la presse britannique. Deux enfants naissent de ce mariage : Alexander et Max. 
Avec sa sœur Unity, Diana rencontre plusieurs fois Adolf Hitler en Allemagne et lui voue un véritable culte, quoique plus « raisonnable » que celui de sa sœur. Devenue une proche amie de Magda Goebbels, elle réussit à obtenir des fonds pour les Blackshirts (l'équivalent britannique des Chemises noires italiennes), les miliciens du British Union of Fascists. 
Elle tente également de négocier un projet commercial d'émission radiophonique à destination du Royaume-Uni, à partir d'Allemagne, afin de renflouer les caisses du BUF. Après de longues négociations et, malgré l'opposition de Goebbels, elle obtient finalement l'accord des dignitaires nazis, mais le projet avorte avec le début de la guerre ; ce projet ne sera révélé que bien plus tard. 
De retour en Angleterre, Mosley et Diana, signalés aux autorités britanniques - ce qu'elle n'apprit jamais - par sa sœur Nancy, qui la juge plus dangereuse que son époux, sont arrêtés en juin 1940 pour intelligence avec l'ennemi et incarcérés à la prison londonienne de Holloway jusqu'en 1943 où ils sont libérés (Mosley pour raisons de santé) mais ils n'obtiennent la restitution de leur passeport qu'en 1947 ; en 1951, ils s'installent en Irlande.

### Retraite dorée en France
En décembre 1950 les Mosley découvrent et acquièrent l'ex-« Temple de la Gloire  » du général Moreau à Orsay (France, Essonne) qu'ils aménagent et décorent pour y vivre en famille et mener à nouveau une vie politico-mondaine fastueuse, en la compagnie du duc et de la duchesse de Windsor, qui partagent d'ailleurs leurs opinions politiques. Veuve en décembre 1980, Diana Mosley continue d'y vivre jusqu'en 1999 ; celle qu'une nurse avait trouvée à sa naissance « trop belle pour vivre longtemps » meurt à plus de 93 ans dans son appartement parisien, rue de l'Université, orné seulement du portrait de sa mère par Paul Helleu. 
Celle-ci avait connu le peintre lorsqu'elle accompagnait son père, Thomas Gibson-Bowles, sur son voilier qu'il amarrait à Trouville, à côté de celui d'Helleu. Vers 1920, lors d'un séjour à Paris avec ses filles, lady Redesdale avait rendu visite au peintre qui, remarquant la beauté de Diana, âgée alors de 16 ans, la peignit à son tour.
S'étant mise à l'écriture, comme ses sœurs, elle publie en 1977 son autobiographie, A Life of Contrasts, puis un hommage aux amis de la famille Mitford, Loved Ones (1985).

### Le culte des Mitford
En 2006, Michael Gove, membre du parti conservateur, dans une chronique ironique se déclare dégoûté que J. K. Rowling, la créatrice de Harry Potter rejoigne le fan-club des sœurs Mitford en avouant son admiration pour la marxiste Jessica dans le Sunday Telegraph. Le journaliste se déclare dégouté que l'on ramène encore les Mitford sur le devant de la scène. Sujet favori des médias, il ne se passe pas une année sans que l'on fasse un sujet ou un livre sur l'une ou l'autre des sœurs : Nancy Mitford écrivaine au sommet du snobisme, Pamela, fermière en dentelles, Jessica la marxiste, Unity et Diana, toutes deux nazies. Gove rappelle à cette occasion que Diana n'approuvait pas seulement les idées racistes et la trahison active (active treachery) de son mari, mais qu'elle était aussi une inconditionnelle d'Hitler. « Comparée à ces deux-là, Jessica faisait certes figure de sainte. Mais pour parler en termes viticoles, les cuvées Mitford restent trop acides et peu savoureuses. »